# An Yong-kwon
An Yong-kwon (ur. 15 października 1982) – południowokoreański zawodnik startujący w podnoszeniu ciężarów w kategorii powyżej 105 kg, mistrz świata.
Jego największym dotychczasowym sukcesem jest złoty medal mistrzostw świata. Startując 29 listopada 2009 w Koyang w dwuboju uzyskał 445 kg.

## Osiągnięcia
| Rok  | Zawody             | Miasto | Miejsce | Kategoria      | Wynik  |
| ---- | ------------------ | ------ | ------- | -------------- | ------ |
| 2009 | Mistrzostwa świata | Koyang | 1       | powyżej 105 kg | 445 kg |